# 第10太陽週期

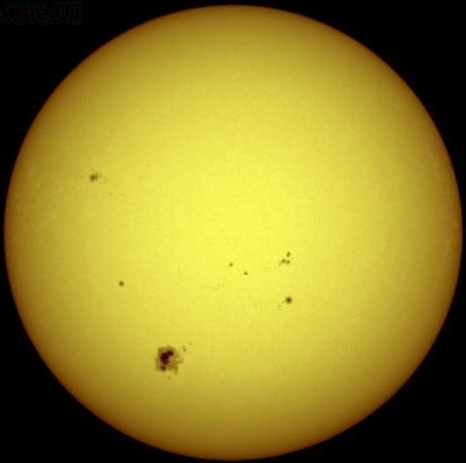
太陽和一些可見的黑子。

第10太陽週期是從1755年開始紀錄太陽黑子以來的第10個太陽週期，這個週期開始於1855年12月，結束於1867年3月，持續了11.3年。最大平滑黑子數(超過12個月期間的黑子月平均數值)為97.3，最小的數值為2.5，在這個週期內總共約有406天沒有黑子。

## 1859年太陽風暴

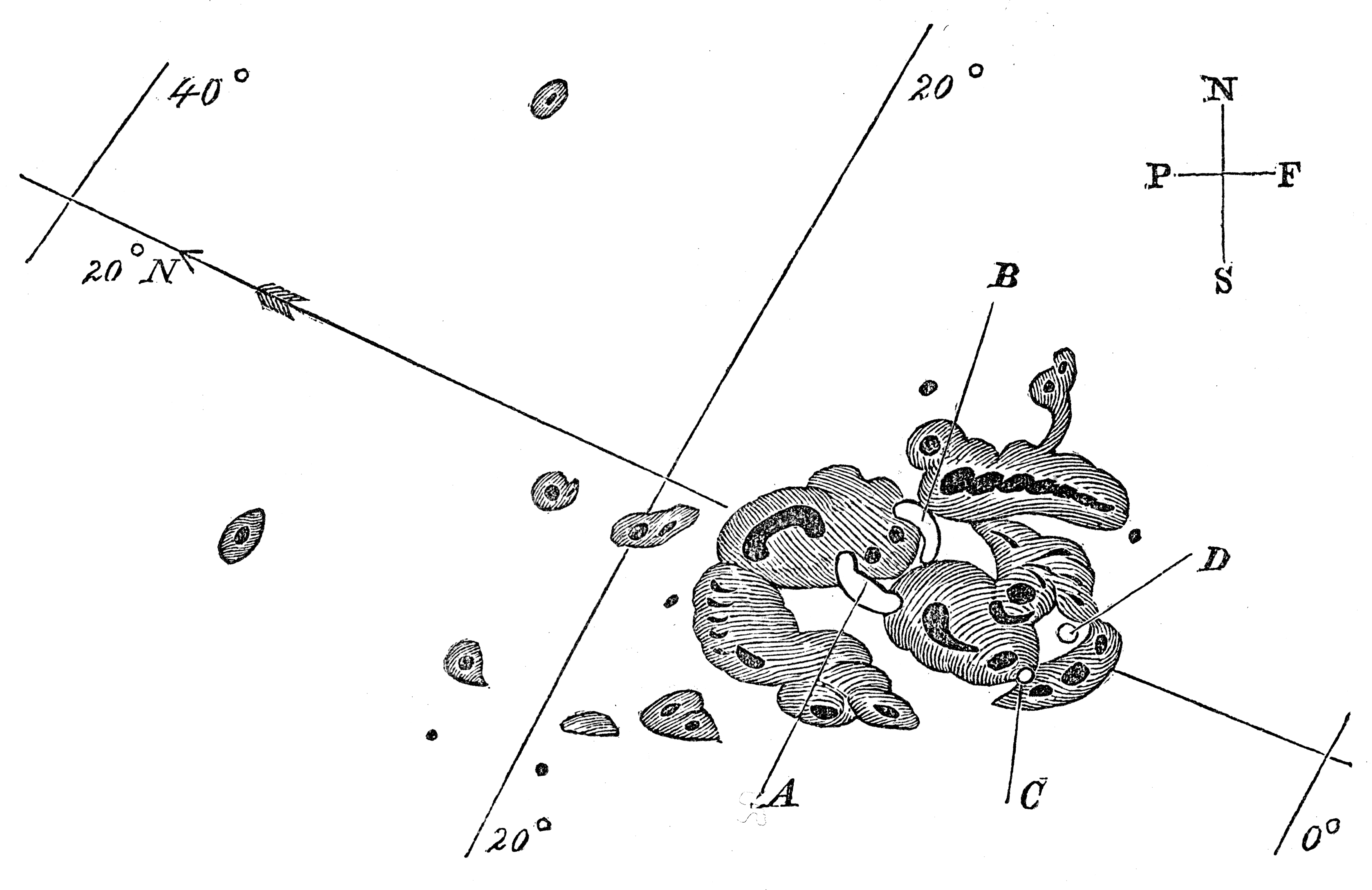
理查·卡靈頓描繪的1859年9月1日的太陽黑子。

在1859年9月1日和2日，發生了紀錄上最大的地磁風暴，全球各地都看見了極光。值得一提的是在加勒比都非常的明亮，以致落磯山當地金礦的礦工都被驚醒，以為是早晨來臨了，都開始準備早餐，或是卡靈頓事件。
越洋聯繫歐洲和北美州的電報系統失效，電報塔架發出火花，電報紙也都自發性的著火。儘管電源供應是關閉的，但有些電報系統似乎繼續發送和接收郵件。
從1859年8月28日直到9月2日，在太陽上觀測到大量的太陽黑子和閃焰，就在9月1日的中午之前，英國天文學家理查·卡靈頓觀察到一個最大的閃焰，它造成大質量的日冕物質拋射(CME)，經過18小時就直接抵達地球。值得注意的是通常要3至4天才會抵達地球，他會如次快速的移動是因為之前的CME已經將道路清除乾淨了。